# Усадьба Авенариуса
Усадьба Петра Авенариуса — бывшая дача тайного советника Петра Авенариуса в Тарховке по адресу Федотовская дорожка, 42/22. Имеет статус объекта культурного наследия, в состав которого входят главный дом, фонтан, 4 скульптуры и парк на берегу Сестрорецкого Разлива. После революции усадьбу национализировали и на протяжении XX века она использовалась как санаторий. С 2007 года и-за ветхости эксплуатацию остановили, главный дом находится в аварийном состоянии.

## История

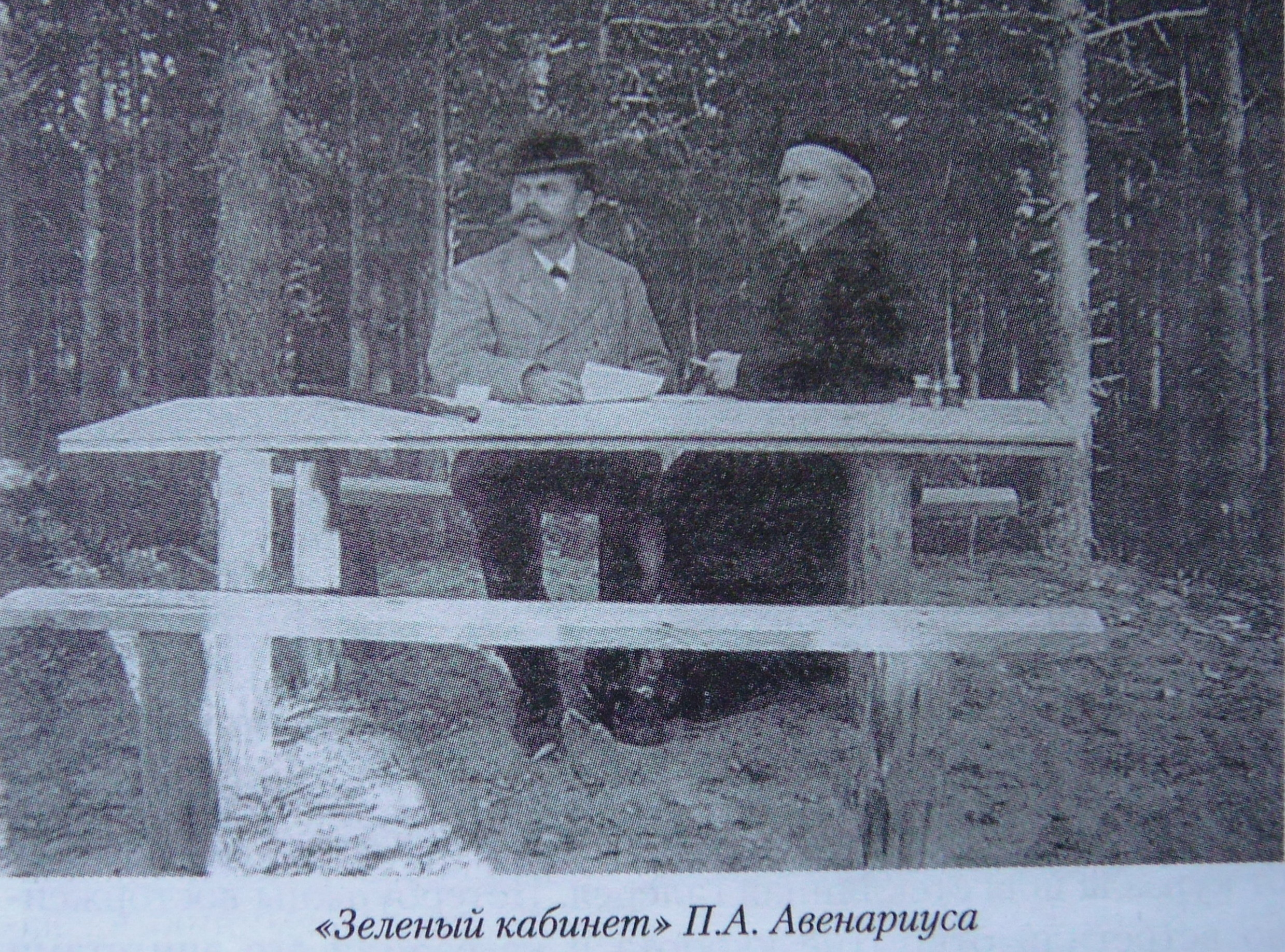
Пётр Авенариус в «зелёном кабинете», до 1909

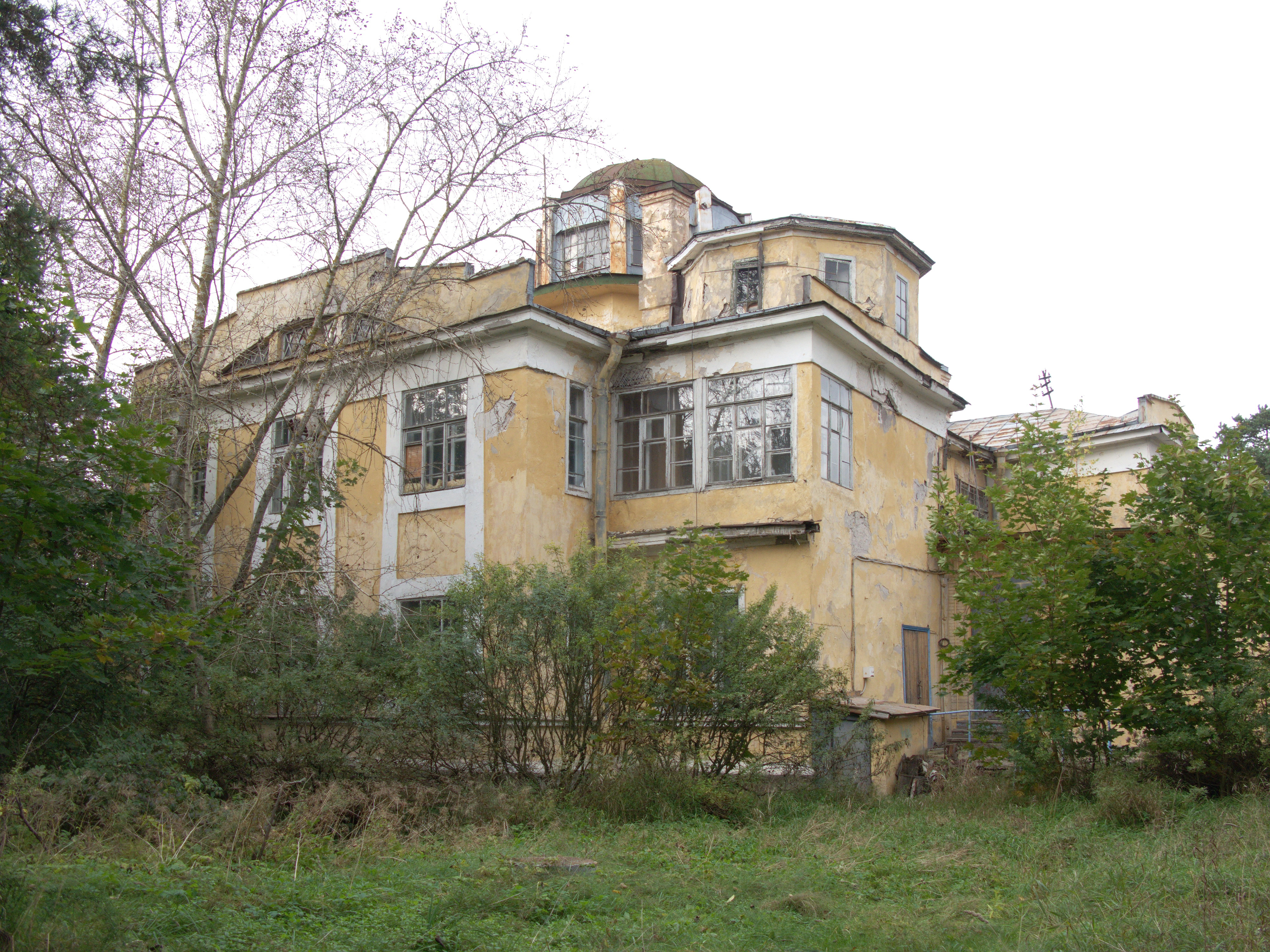
Второй фасад главного дома, 2011

### Местность и строительство
Тарховский мыс, на котором расположена дача Авенариуса, с 1720 года по указу Петра I был передан для нужд Сестрорецкого оружейного завода. Прибрежные леса император вырубать запретил, ограничив специальную охранную зону, в черте которой были основаны три царские путевые усадьбы. В конце XVIII века Павел I передал значительную часть леса на побережье частному владельцу — действительному статскому советнику И. Г. Долинскому. Позднее Александр I вернул оставшиеся «ближние леса» Военному ведомству, которому подчинялся оружейный завод, однако массовой вырубки не проводилось. В середине XIX века местные власти решили отдать землю под дачи, управление перевели в Министерство государственных имуществ. В 1894 году участок размером в 1800 квадратных сажаней купил тайный советник Пётр Авенариус, сооснователь общества Приморской железной дороги. Он же был инициатором организации Сестрорецкого курорта, одной из целей которого было увеличить пассажиропоток.
Строительство усадьбы началось в 1907 году. Согласно предоставленным в Петроградское губерноске кредитное общество планам участка от 1908 года, на тот момент отделка главного дома ещё не была завершена. Сохранились только копии чертежей, на которых нет подписи архитектора, поэтому авторство изначального проекта установить не удалось. Фасады деревянного главного дома оформлены эклектично, асимметричная композиция преследовала в первую очередь цель наиболее удачно спланировать внутренние помещения. Подобное решение фасадов даёт повод предполагать, что проект был создан задолго до начала строительства — к концу 1910-х в моде был модерн и практически все дачи Сестрорецка строились в этом стиле. При этом, главный усадебный дом был оснащён самыми современными удобствами — водопроводом, канализацией, центральным и печным отоплением. На крыше был установлен ветряк, предположительно, спроектированный самим Авенариусом, который приводил в действие водяной насос.
К северо-востоку от главного дома был построен двухэтажный деревянный жилой флигель на гранитном фундаменте. В усадьбе также были конюшня, птичник, каретный сарай, сеновал, керосиновый погреб, колодцы и ледник. По западной стороне владения близ платформы «Тарховка» располагались одноэтажные торговые ряды с пекарнями, мясной, фруктовой и прочими лавками, предназначенными для пассажиров Приморской железной дороги. Кроме того, по северо-западной границе участка стояли несколько деревянных складов для стройматериалов, которые сдавались в аренду. В отличие от большинства дач Сестрорецка, на тот момент в усадьбе Авенариуса не было декоративного сада. Согласно чертежам, весь участок покрывал нетронутый сосновый лес.

### Новые владельцы
К 1907 году у Павла Александровича возникли финансовые сложности, Приморская Сестрорецкая железная дорога, акционером и членом правления которой он являлся, обанкротилась в 1906 году. Имущество Авенариуса было обременено долгами, средств на роскошную обстановку усадебного дома не было, поэтому отделка оказалась скромной: согласно перечню имущества, «вся домашняя обстановка стоила менее одной тысячи рублей». 1 декабря 1909 Павел Александрович скончался, имение унаследовала вдова Мария Яковлевна. За долги усадьбу дважды пытались выставить на торги, однако Мария Яковлевна сумела выплатить недоимки и в 1913 самостоятельно продала её баронессе Марии Фридриховне Гойниген-Гюне. Сумма по купчей составила 52 333 рубля 44 копейки. Новая хозяйка также оплатила долг Авенариусов перед Кредитным обществом.
Баронесса Гойниген-Гюне и её супруг Эдмунд-Викентий-Иероним-Карл Ричардович Святополк-Мирский в 1913 году пригласили для перестройки усадьбы архитектора Ивана Володихина. К 1914 году под его руководством фасады главного дома переоформили в стиле модерн и украсили лепниной: барельефами с грифонами, женскими масками на капителях, замковых камнях и в нишах ризалитов. Внутренние помещения перепланировали в анфиладу, интерьеры декорировали и меблировали заново. Перестроенную усадьбу новые владельцы собирались сдавать, поэтому располагавшуюся поблизости платформу «Тарховка» в середине 1910-х перенесли за границу участка. После переоформления деревянный особняк снаружи стал выглядеть как каменное здание.
С началом Первой Мировой войны новые владельцы решили передать усадьбу в аренду государству — комитет имени Великой Княжны Ольги Николаевны собирался открыть в имении «приют для калек-воинов» и пригласил для приспособления зданий под эту функцию архитектора А. К. Джиоргули. Однако свидетельств о заключении договора не обнаружено, а в 1917 году уже не были внесены средства за землю в Кредитное общество.

### После революции
После революции усадьбу национализировали и в 1923 году открыли в ней дом отдыха «Севзапкино», позднее переименованный в «Совкино». К концу 1920-х служебные постройки, возведённые при Авенариусе, уже были руинированы. С 1930-х усадьба перешла к Военному ведомству и в ней открыли «Тарховский военный санаторий». В его территорию включили земли бывшего «казённого леса» и южный фрагмент Тарховского шоссе. Во время войны в санатори работал 257-й сортировочный эвакгоспиталь, рядом с ним основали кладбище. С 1945 года госпиталь опять стал санаторием.
Со второй половины XX века территорию Тарховского военного санатория расширили до 6 га, отдыхающие жили в дореволюционных зданиях, а в бывшем главном усадебном доме работали библиотека, клуб, кинозал и бильярдная. В честь него получила свое название Санаторная улица. В 1960-х территорию увеличили уже до 25 га, тогда же был заложен новый регулярный парк.
С 2007 года из-за ветхости эксплуатацию усадьбы прекратили. Консервационных работ или реставрации по состоянию на 2021 год не проводилось, главный дом находится в аварийном состоянии.
В период с 27 февраля по 7 марта 2022 года произошло обрушение деревянного портала с балконом.

## Галерея

Усадьба П. И. Авенариуса
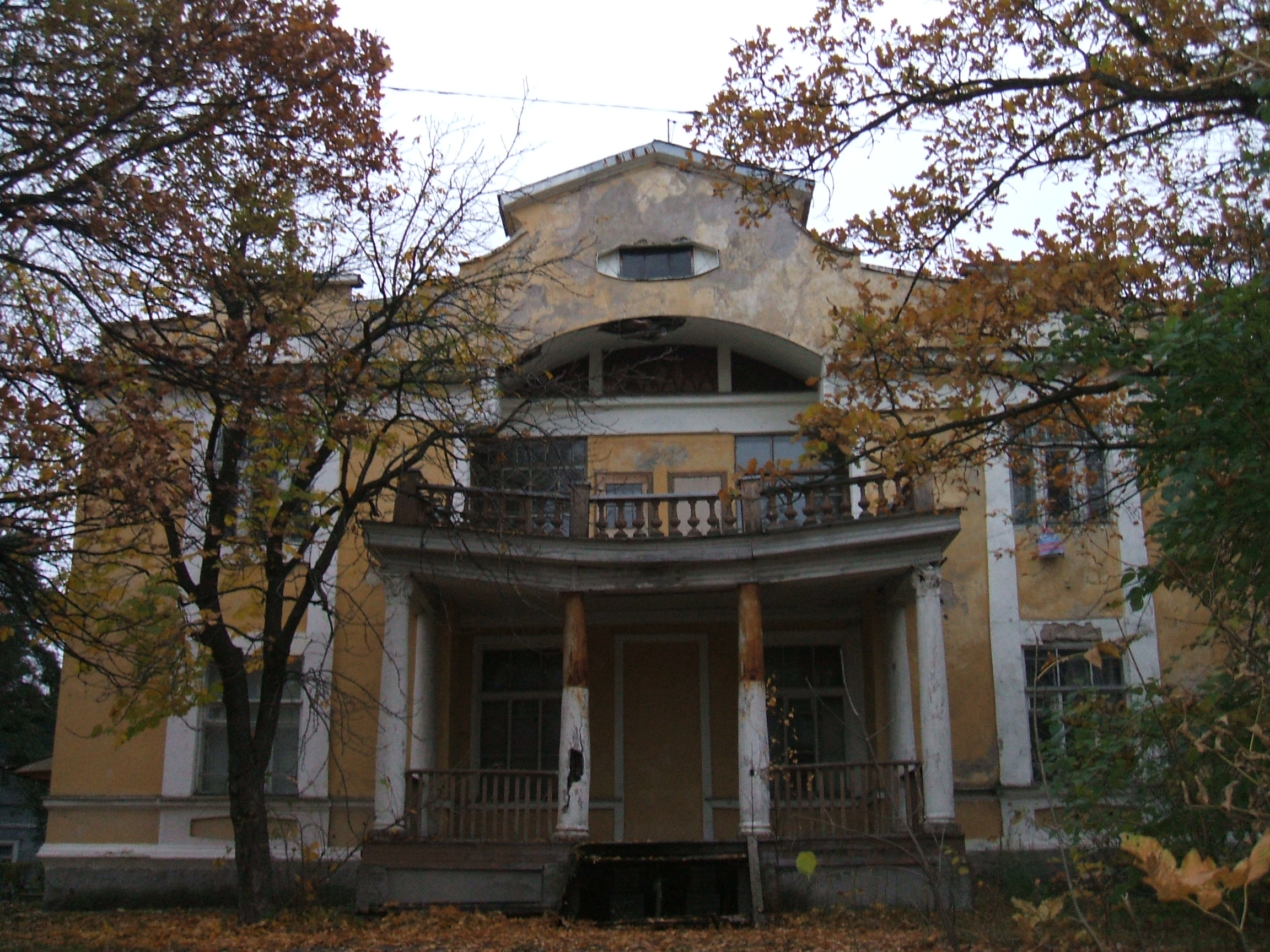
Главный фасад дома
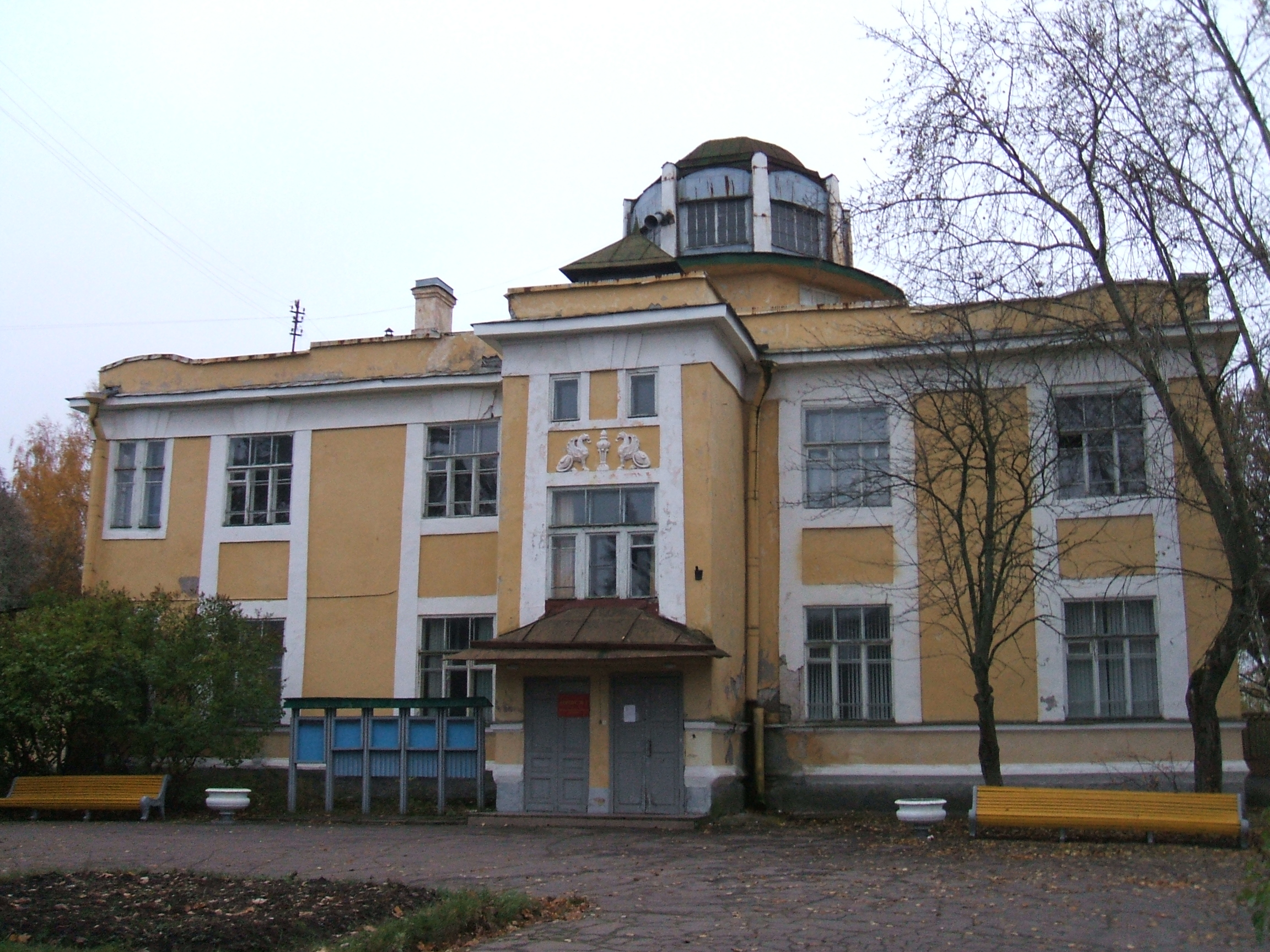
Боковой фасад
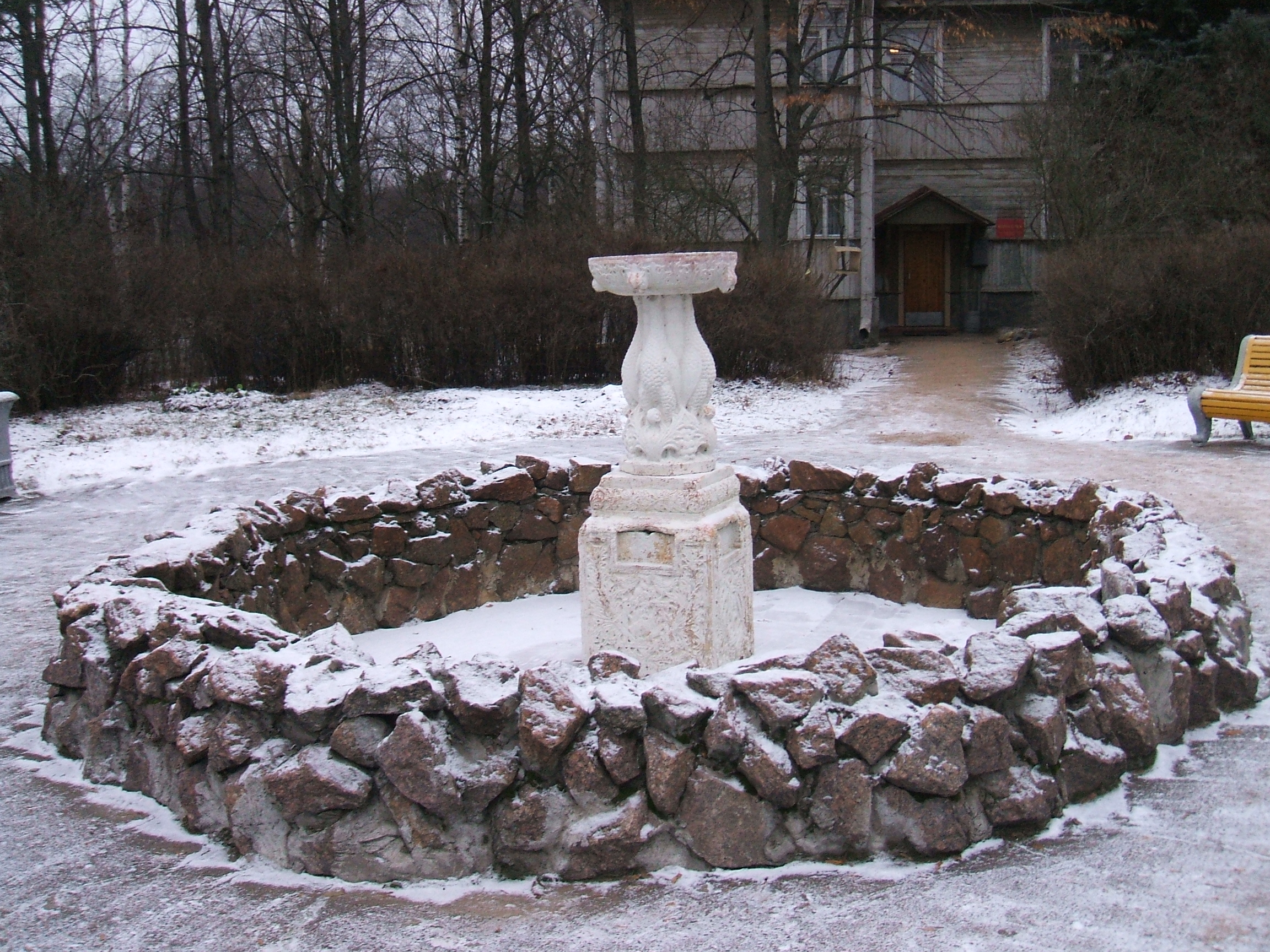
Фонтан у проходной в парк
Гипсовая модель памятника Ленину
Скульптура в парке
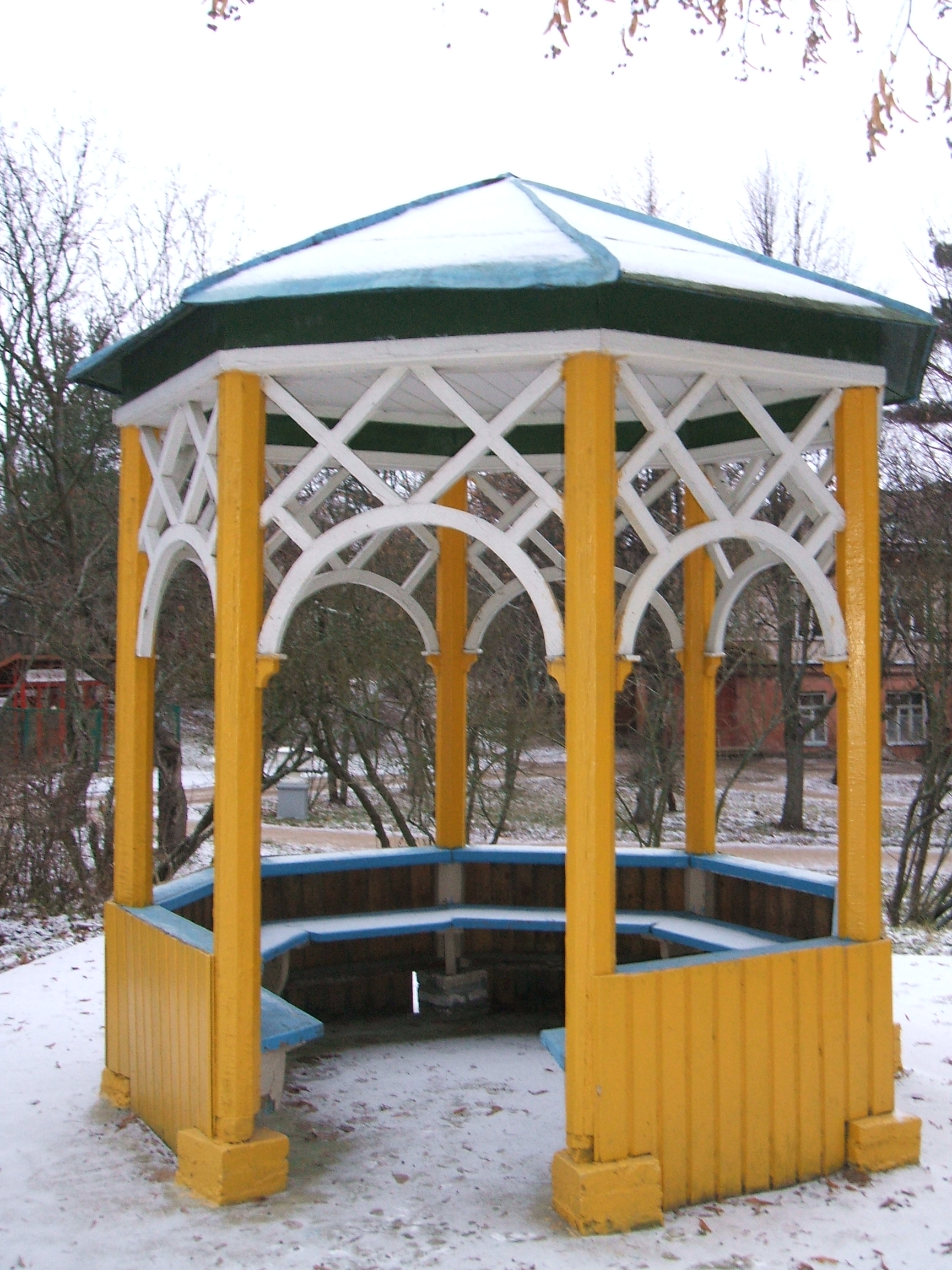
Беседка в парке